# واهان پاپازیان (زاده ۱۹۵۷)
واهان پاپازیان (Վահան Փափազյան؛ زادهٔ ۲۹ ژانویهٔ ۱۹۵۷) یک سیاستمدار و دیپلمات اهل ارمنستان است که از تاریخ ۱۹۹۳ تا تاریخ ۱۹۹۶ در دولت اول هراند باگراتیان سمت وزارت امور خارجه ارمنستان را برعهده داشت.

## زندگی‌نامه
در ۲۹ ژانویه ۱۹۵۷ در ایروان به دنیا آمد و از دانشگاه دولتی ایروان فارغ‌التحصیل شد. 